# Schemelbertmolen
De Schemelbertmolen is een watermolen in de tot de Antwerpse gemeente Puurs-Sint-Amands behorende plaats Liezele, gelegen aan Wolfstraat 1.
Deze watermolen op de Kleine Molenbeek is van het type turbinemolen en fungeert als korenmolen.

## Geschiedenis
De molen werd genoemd naar het voormalige domein Schemelbert dat vroeger tegenover de molen lag. Dit domein omvatte ook een omgracht kasteeltje.
In 1636 werd hier een watermolen gebouwd in opdracht van Ferdinand le Cocq, heer van Liezele. Hoewel de wateraanvoer gering was bleek de molen van nut daar Ferdinand in de directe omgeving ook een windmolen bezat, en als het niet woei kon dan met de watermolen, die water had opgeslagen in de molenvijver, gemalen worden.
Ergens tijdens de Nederlandse tijd in België (1815-1830) werd de molen geteisterd door brand en weer herbouwd. Ook in 1834 woedde er een grote brand die wellicht zou zijn aangestoken.
Het bezit van de molen was verbonden met het bezit van het domein, maar in 1904 werden deze bezittingen losgekoppeld. In 1914 werd de molen in brand gestoken door het Belgische leger om vrij schootsveld te hebben bij het Fort van Liezele. In 1922 werd de molen herbouwd waarbij het rad werd vervangen door een Girard-turbine.
In 1998 overleed de laatste beroepsmolenaar. Het maalbedrijf werd met vrijwillige molenaars voortgezet. In 1994 werd de molen geklasseerd als monument en de molen met omgeving als beschermd landschap. Het sluiswerk werd hersteld en een vistrap werd gebouwd.

## Gebouw
Het betreft een woonhuis met in het verlengde daarvan het molenhuis. Het interieur, gekenmerkt door gietijzeren zuilen, omvat onder meer een haverpletter, een dieselmotor en twee steenkoppels.
- Inventaris van het Bouwkundig Erfgoed (Vlaanderen): 2289